# إحراق القرآن الكريم في السويد
إحراق القرآن الكريم في السويد هي إساءة واستفزاز يقوم بها شخص أو مجموعة من الأشخاص لديهم خلاف أو كره ضد المسلمين في السويد، وخاصة في العاصمة السويدية، ستوكهولم، حيث قامت سابقاً حركة اليمين المتطرف (الخط المتشدد) في مدينة مالمو ومدينة لينشوبينغ بحرق نسخة من القرآن الكريم في 21 يناير 2023، وقام زعيمها، راسموس بالودان، بحرق نسخة أخرى أمام السفارة التركية بالعاصمة السويدية ستوكهولم، وان مثل هذه الأعمال يصاحبها موجة من الاحتجاجات والغضب الجماهيري من قبل المسلمين في معظم المدن السويدية.

## تاريخ

### راسموس بالودان
من المعروف عن السياسي الدنماركي-السويدي، راسموس بالودان، زعيم حزب الخط المتشدد (سترام كوكس) اليميني المتطرف الذي يمضي على خطى زعماء الحزب، والذي يُمثّلون وجهات نظر متطرفة ومتشددة حول الإسلام، كما يعارضون بشدة الهجرة غير الغربية ووجود الدين الإسلامي في الدنمارك، حيث كان يُنظم العديد من المظاهرات السياسية في المناطق التي يقطن بها المهاجرون المسلمون، والذي يعتبر عداء الإسلام والمهاجرين المسلمين ورقة رابحة لكسب الأصوات في الانتخابات.
وفي إبريل عام 2022، قام بالودان مع أنصار حزبه بإحراق نسخ من القرآن الكريم، الذي أدى إلى اندلاع مواجهات واسعة، في أنحاء متفرقة من السويد. وفي 21 يناير 2023، قام زعيم الحركة، بالودان، بحرق نسخة من القرآن الكريم أمام السفارة التركية بالعاصمة السويدية، ستوكهولم، الأمر الذي أدى إلى موجة من الاحتجاجات في أغلب المدن السويدية.

### سلوان موميكا
في 28 حزيران/يونيو 2023، قام سلوان موميكا، وهو لاجئ عراقي في السويد ذو أصول المسيحية، بتمزيق نسخة من القرآن الكريم، ثم حرقها عند مسجد ستوكهولم المركزي، في أول أيام عيد الأضحى، بعد أن منحته الشرطة السويدية تصريحًا بتنظيم الاحتجاج إثر قرار قضائي. وكرد فعل من الحكومة العراقية، أصدرت وزارة الخارجية بيانًا يدين سماح السلطات السويدية بهذا الفعل. واستدعت السفيرة السويدية لإبلاغها باحتجاجها، وطالبت بتسليم المواطن عراقي الجنسية ليتم محاكمته وفق القانون العراقي. وشارك عشرات العراقيين في تظاهرة أمام السفارة السويدية في بغداد كرد فعل احتجاجي على الحادثة مطالبين بطرد السفيرة السويدية. وفي 29 حزيران سنة 2023 وجّهَ رئيس مجلس القضاء الأعلى العراقي فائق زيدان باتخاذ الإجراءات القانونية لاسترداد اللاجئ، وفي 9 تموز 2023 صدر كتاب من شعبة الإسترداد في مجلس القضاء الأعلى إلى وزارة الخارجية العراقية ذُكر فيه أنه: «إشارة إلى كتاب محكمة تحقيق الكرخ الثالثة المرقم (18680) في 3 يوليو/ تموز 2023، نرفق طيًّا ملف الإسترداد باللغتين العربية والإنكليزية الخاص بالمتهم العراقي (سلوان صباح متي موميكا) والصادر بحقه أمراً بالقبض من المحكمة المذكورة أعلاه وفق إحكام المادة (1/372) من قانون العقوبات لقيامه بالإعتداء بالطرق العلانية على المعتقدات الدينية وتحقيرها، ونظراً لاستيفاء الملف للشروط والضوابط المنصوص عليها بالمادة (360) من قانون أصول المحاكمات الجزائية رقم (23) لسنة 1971 المعدل، عليه راجين إيداعه لدى السلطات القضائية السويدية بالطرق الدبلوماسية وفق مبدأ المقابلة بالمثل للنظر في أمر استرداده إلى سلطاتنا على ذمة القضية المطلوب عنها وإعلامنا إجراءاتكم بالسرعة الممكنة.»
وفي 20 تموز/يوليو 2023 كرّر سلوان موميكا نفس الفعل، حيث قام بحرق نسخة من القرآن الكريم وإضافة إلى ذلك، حرق العلم العراقي أمام السفارة العراقية في السويد، مما أثار غضب الشعب العراقي والحكومة العراقية، ونتيجة لذلك قررت الحكومة العراقية طرد السفيرة السويدية وقطع العلاقات الدبلوماسية بالكامل مع ستوكهولم. وقال المتحدث الرسمي باسم الحكومة العراقية باسم العوادي في بيان صحفي، إن «رئيس الوزراء محمد شياع السوداني وجه وزارة الخارجية بسحب القائم بالأعمال العراقي من سفارة جمهورية العراق في العاصمة السويدية، كما وجه بالطلب من السفيرة السويدية بمغادرة الأراضي العراقية»، وأضاف أن «هذه التوجيهات جاءت رداً على تكرار سماح الحكومة السويدية بحرق القرآن الكريم والإساءة للمقدسات الإسلامية وحرق العلم العراقي».

## ردود الفعل

### حادثةراسموس بالودان
أدانت الحادثة 14 دولة عربية وهي: مصر، والأردن، وفلسطين، والمغرب، ولبنان، والعراق والجزائر، وليبيا، وقطر، والإمارات والكويت وسلطنة عمان، والسعودية، والبحرين، ودول إسلامية وهي: تركيا، وإندونيسيا، وماليزيا، وباكستان وأفغانستان وإيران، وعلى مستوى الهيئات والحركات، أدانت الحادثة كل من منظمة التعاون الإسلامي، ومجلس التعاون الخليجي، والجامعة العربية، والبرلمان العربي والأزهر، وهيئة كبار العلماء بالسعودية ورابطة العالم الإسلامي والاتحاد العالمي لعلماء المسلمين، ورابطة علماء فلسطين، وجماعة الإخوان المسلمين، وحركتي حماس والجهاد بفلسطين، وحزب الله اللبناني.

#### دولية
- السويد: أدان رئيس الوزراء السويدي، أولف كريسترسون، حرق نسخة من القرآن الكريم وقال في تغريدة له على منصة تويتر، «حرية التعبير جزء أساسي من الديمقراطية، ولكن ما هو قانوني ليس بالضرورة أن يكون ملائما، وحرق كتب تمثل قدسية للكثيرين عمل مشين للغاية».[1]
- تركيا: أدانت وزارة الخارجية التركية في بيان لها، حيث قالت فيه، «نندد بأشد العبارات بهذا الهجوم الدنيء على كتابنا المقدس... السماح بهذا العمل المعادي للإسلام، والذي يستهدف المسلمين ويهين قيمنا المقدسة تحت غطاء حرية التعبير، أمر غير مقبول على الإطلاق».[14][15]

- إيران: أدانت وزارة الخارجية الإيرانية وطالبت السلطات السويدية بالرد القوي والصريح على إحراق نسخة من القرآن، وقالت أن «هذا العمل الشائن مثال واضح على الكراهية، ويتعارض مع حرية التعبير، ويجب إدانته من قبل جميع المؤمنين الذين يعتقدون بالتعايش السلمي والحوار بين الأديان».[16]
- ألمانيا: أدان متحدث الخارجية، كريستيان واغنر، في تصريح صحفي الحادثة، واعتبرها «عملا استفزازيا يهدف إلى إثارة الانقسام وكان تصرفا وقحا وغير لائق للغاية».[17]

- الولايات المتحدة: قال المتحدث باسم الخارجية الأميركية نيد براس إن «حرق كتب تعد مقدسة للكثيرين هو عمل مهين للغاية»، كما وصفه بالعمل البغيض والكريه والمثير للاشمئزاز.[18]

#### عربية
- السعودية: أدانت الخارجية السعودية حادثة إحراق القرآن الكريم، وقالت في بيان لها «ندين ونستنكر الإساءة المتعمّدة للقرآن الكريم، والاستفزازات والتحريض على المسلمين»، مؤكدة على، «أهمية تضافر الجهود في سبيل نشر قيم الحوار والتسامح والتعايش ونبذ الكراهية والتطرف والإقصاء ومنع الإساءة للأديان والمقدسات كافة».[16]

- قطر: أدانت وزارة الخارجية في قطر حرق المصحف الكريم، وعبرت في بيانها، إن «هذه الواقعة الشنيعة عملا تحريضيا واستفزازا خطيرا لمشاعر أكثر من ملياري مسلم في العالم».[19]

- الكويت: أدانت وزارة الخارجية في الكويت حرق متطرف لنسخة من المصحف الشريف، وقالت في بيانها «ندين ونستنكر حادثة إحراق القرآن الكريم، وندعو المجتمع الدولي إلى وقف مثل هذه الأعمال المرفوضة ونبذ كافة أشكال الكراهية والتطرف ومحاسبة مرتكبيها».[20]

- الأردن: دانت وزارة الخارجية وشؤون المغتربين إحراق نسخةٍ من القرآن الكريم، وقالت في بيانها إن «هذا الفعل مُدان ومرفوض ويتنافى مع جميع القيم والمبادئ الدينية، وحقوق الإنسان والحريات الأساسية، ويُؤجج مشاعر الكراهية والعنف، ويُهدد التعايش السلمي».[21]

- مصر: وأعربت وزارة الخارجية المصرية عن إدانتها الشديدة للقيام بإحراق نسخة من القرآن الكريم في العاصمة السويدية ستوكهولم، في تصرف مشين يستفز مشاعر مئات الملايين من المسلمين في كافة أنحاء العالم.[22]

- العراق: قالت وزارة الخارجية العراقية في بيان لها، إن «هذه الأحداث من شأنها تأجيج مشاعر المسلمين حول العالم، وتشكل استفزازا خطيرا لهم، ودعت المجتمع الدولي إلى تحمل مسؤولياته لوقف مثل هذه الأعمال المرفوضة، ونبذ كافة أشكال الكراهية والتطرُف ومحاسبة مرتكبيها».[23]

- تونس: شددت الخارجية التونسية، في بيان لها، على أن الحادثة «استفزاز صارخ لمشاعر المسلمين في كافة أنحاء العالم"، محذرة من "خطورة هذه الممارسات المرفوضة والمدانة».
- الصومال: اعتبرت الخارجية الصومالية، في بيان الحادثة «انتهاكا صارخا للمقدسات الدينية واستفزازا لمشاعر المسلمين"، داعية السويد إلى اتخاذ "إجراءات قوية ضد تصاعد موجة الكراهية ضد المسلمين».
- السودان: أدانت واستنكرت الخارجية السودانية، في بيان الحادثة «تبريرات السلطات السويدية باعتبار الحادثة تندرج تحت مفهوم حرية التعبير».

#### منظمات
- منظمة التعاون الإسلامي: وصرحت المنظمة في بيان لها إن «حرق نسخة من المصحف الشريف في السويد عمل استفزازي يستهدف المسلمين ويهين قيمهم المقدسة... ويشكل مثالاً آخر على المستوى المقلق الذي وصلت إليه الإسلاموفوبيا والتعصب وكراهية الأجانب».
- مجلس التعاون الخليجي: أدان الأمين العام لمجلس التعاون لدول الخليج في بيان له والذي دعا خلاله «المجتمع الدولي إلى تحمُّل المسؤوليات لوقف مثل هذه الأعمال المرفوضة، وأن سماح السلطات السويدية لقيام أحد المتطرفين بإحراق المصحف الشريف من شأنه تأجيج مشاعر المسلمين حول العالم واستفزازهم».
- المفوضية الأوروبية: وقال المتحدث باسم المفوضية الأوروبية، يوهانس باهركي، إن مثل هذه الممارسات لا تتماشى مع القيم التي يرتكز إليها الاتحاد، داعيا السويد إلى اتخاذ خطوات بشأنها.

### حادثة سلوان موميكا
- العراق: الحادثة الأولى: وكرد فعل من الحكومة العراقية، أصدرت وزارة الخارجية بيانًا يدين سماح السلطات السويدية بهذا الفعل. واستدعت السفيرة السويدية لإبلاغها باحتجاجها، وطالبت بتسليم المواطن عراقي الجنسية ليتم محاكمته وفق القانون العراقي.[8] وشارك عشرات العراقيين في تظاهرة أمام السفارة السويدية في بغداد كرد فعل احتجاجي على الحادثة مطالبين بطرد السفيرة السويدية.[9] والحادثة الثانية: في 20 تموز/يوليو 2023 وبعد حرق نسخة من القرآن الكريم والعلم العراقي أمام السفارة العراقية في السويد، قررت الحكومة العراقية طرد السفيرة السويدية وقطع العلاقات الدبلوماسية بالكامل مع ستوكهولم.[24][25]
- تركيا: أدان وزير الخارجية التركي، هاكان فيدان، عبر حسابه في تويتر، وقال «هذا العمل الدنيء الذي ارتكب بحق كتابنا القرآن الكريم في أول أيام عيد الأضحى المبارك، أمر لا يمكن قبوله» وأضاف «إن السماح لهذه الأعمال المعادية للإسلام بحجة حرية التعبير، وغضّ الطرف عن مثل هذه الأعمال الشنيعة يعني التواطؤ معها».[7]